# Jaruga
Jaruga je vrlo mala dolina, gotovo kao kanjon, ali uža, što je često proizvod erozije od urezivanja potoka. Jaruge se obično klasificiraju kao veće po razmjerima od vododerina, iako manje od dolina. Općenito jaruga je nagnuti oblik reljefa relativno strmih (poprečnog presjeka) strana, reda veličine od dvadeset do sedamdeset posto strmine. Jaruge mogu ili ne imati aktivne potoke koji teku niz nagib duž kanala koji ih je prvobitno formirao — štoviše, često se odlikuju intermitentnim potocima, jer njihov geografski razmjer ne može biti dovoljno velik kako bi podržao stalan vodotok.

## Galerija
- Jaruga — Nowy Sacz, Poljska.
- Jaruge, Zabriskie Point — Dolina smrti, SAD.
- Jaka erozija tla oblikovala je vododerinu u polju pšenice u blizini Washington State University, SAD.
- Potok u Beskid Niski (planine u Poljskoj).
- Homole klanac — Pieniny, Poljska.
- Unutar jaruge u Upper Missouri Breaks National Monument — Montana, SAD.